# Vocabulario en lengua castellana y mexicana
Le Vocabulario en lengua castellana y mexicana est un dictionnaire bilingue espagnol-nahuatl du franciscain espagnol Alonso de Molina paru pour la première fois en 1571 au Mexique. Il compte environ 23 600 entrées et constitue une expansion de son dictionnaire précédent, Aquí comiença un vocabulario en la lengua castellana y mexicana (1555), qui ne comportait qu'une section de l'espagnol vers le nahuatl, et pas de section du nahuatl vers l'espagnol.
Le Vocabulario est considéré comme le plus important dictionnaire du Nahuatl classique (en) ; il a été régulièrement réimprimé jusqu'au XXe siècle,. Il est habituellement simplement désigné comme « le Molina ».